# Le Bus des Curiosités
 (juin 2014).
Le Bus des Curiosités est une action culturelle incitative destinée à un public isolé de la culture, souvent pour des raisons sociales ou géographiques,.

## Concept
Le concept est de conduire les curieux vers une destination culturelle dont le contenu et le lieu sont tenus secrets; uniquement le lieu de départ, la date et l'heure de rendez-vous sont initialement dévoilés au public. 
La programmation mise en place a pour mission de donner à voir un large éventail de propositions culturelles et artistiques. Les destinations culturelles choisies pour les sorties du Bus des Curiosités peuvent donc donner à voir du spectacle vivant, des expositions artistiques, de la danse, du cirque, etc. 

### Origines
Le projet du Bus des Curiosités est né de l'initiative de Véronique Pommier, programmatrice dans le secteur culturel. Plongée dès son enfance dans l'univers artistique (son père est universitaire, écrivain, et cinéaste, sa mère historienne), une fois adulte Véronique Pommier s'oriente vers le spectacle vivant.
En 1995, elle investie le village médiéval de Rions où elle crée le festival "Rions sur scène", une manifestation dédiée au spectacle vivant.
En 2006, la commune de Podensac fait appel à Véronique Pommier afin de mettre en place une programmation artistique au sein du Parc Chavat qui donnera finalement lieu au "Festival Côté Jardin",.
L'idée du Bus des Curiosités est quant à elle née en 2007 de la volonté de rendre l'accès à la culture plus égal entre milieu rural et milieu urbain. Véronique Pommier se demandait comment faire venir en milieu rural la compagnie de cirque Rasposo. Constatant que ce déplacement allait être trop coûteux, elle a inversé le problème et réfléchi au moyen d'emmener les spectateurs vers la manifestation culturelle. L'idée du Bus a alors germé, jusqu'à prendre forme pour la première fois en 2009, avec les toutes premières sorties du Bus. 
Ce projet se concrétisera finalement en 2011 par la création d'une association. Durant sa première saison, l'association du Bus des Curiosités a mis en place dix-sept sorties avec les communautés de communes de Podensac et de l'Estuaire (département de la Gironde). 
En 2012, la Communauté urbaine de Bordeaux prend connaissance du projet et l'intègre en 2013 au sein de son festival l'Été Métropolitain.
Par ailleurs, si le Bus des Curiosités est né en Aquitaine, il s'est depuis étendu et a ouvert ses portes au sein d'autres régions de France. Actuellement deux branches ont pris forme, en Champagne-Ardenne et en Haute-Normandie.

### Objectifs et missions
Les missions défendues par l'association sont : 
- D'aider à la démocratisation culturelle et au développement des territoires : il est question de tisser des liens sociaux[18] et culturels entre des territoires équipés et ceux qui le sont moins et de participer à rendre la culture accessible à tout public.
- De participer à la circulation de publics sur différents territoires : ce projet veut proposer une solution au manque de transport dans les milieux ruraux ainsi qu'une alternative de "transport-loisir" face aux trajets "travail-domicile" entrepris jour après jour par les spectateurs.
- De soutenir la création artistique
- D'entretenir la curiosité du public

## Avenir
À l'heure actuelle le projet a été intégré au sein des régions de Champagne-Ardenne et de Haute-Normandie. Mais Le Bus des Curiosités envisage d'étendre la portée de son action culturelle au-delà de son territoire natal (la région Aquitaine) et de dépasser les frontières françaises. 
Pour cela de nombreux projets sont menés de front, comme la création d'un label national.

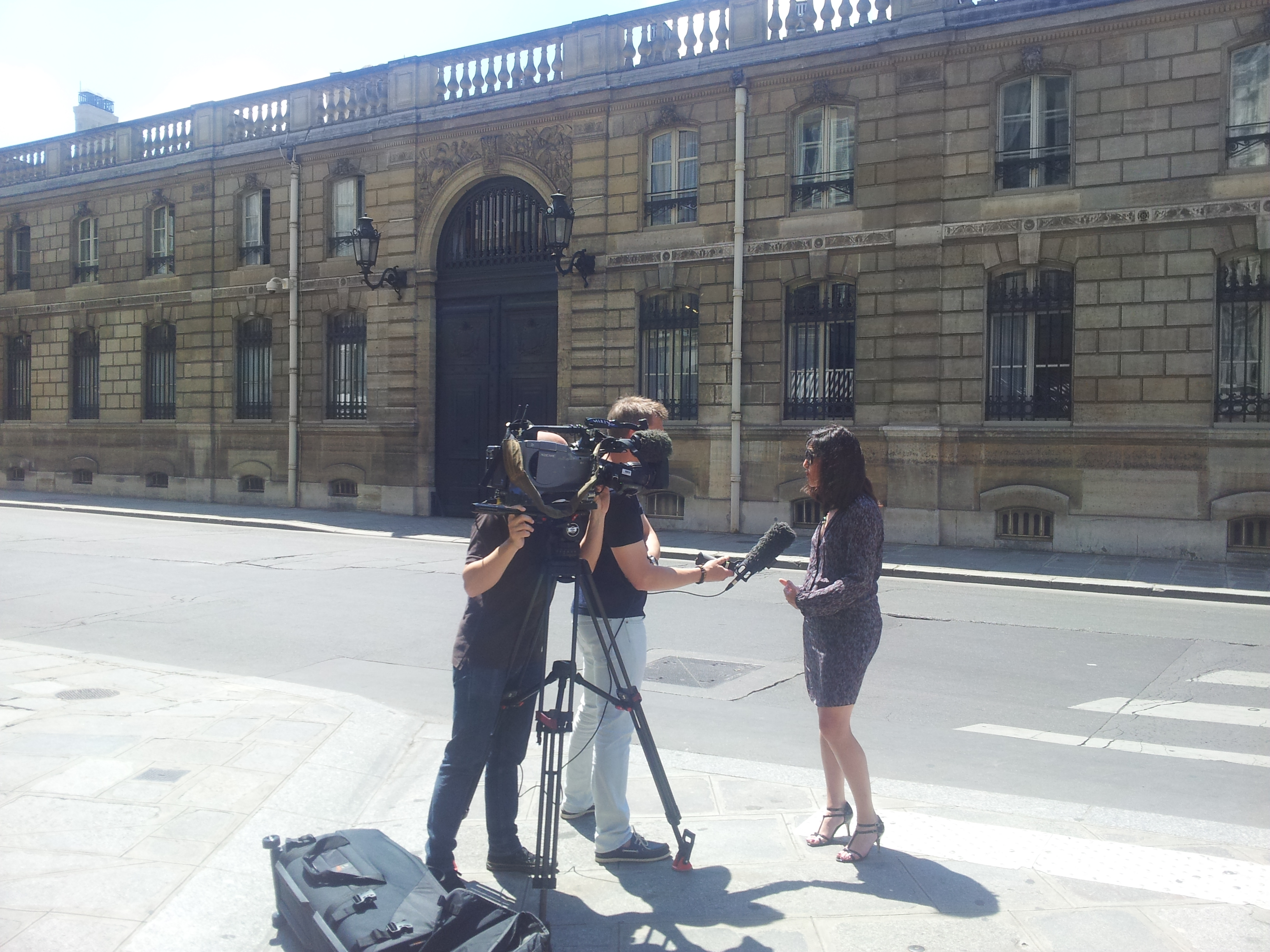
Véronique Pommier à L'Élysée, reportage pour France 3

L'association Bus des Curiosités a fait partie des 25 projet invités à participer à la présentation de l'initiative présidentielle : La France s'engage qui s'est tenue au Palais de l’Élysée le 24 juin 2014, en compagnie de la Ministre Najat Vallaud-Belkacem. Initiative citoyenne, cette rencontre avait pour but de mettre en lumière les porteurs de projets innovants et solidaires, ainsi que de les soutenir dans la réalisation de leur développement au sein de tout le territoire français.